# Purushamedha
Purushamedha, « sacrifice humain », est un rituel védique étroitement lié à l'Ashvamedha comprenant le sacrifice d'êtres humains. La Chandogya Upanishad (3.16) ajoutera à ce rituel une dimension métaphorique de la vie elle-même et le compare aux diverses étapes de la vie et aux obligations qui sont offertes.